# Большое Зарослое
Большое Зарослое — деревня в Белозерском районе Курганской области. Административный центр Зарослинского сельсовета.

## История
До 1917 года входила в состав Мендерской волости Курганского уезда Тобольской губернии. По данным на 1926 год деревня Больше-Зарослая состояла из 120 хозяйств. В административном отношении являлась центром Зарослинского сельсовета Белозерского района Курганского округа Уральской области.

## Население
| 1782 | 1912 | 1926 | 1989 | 2002 | 2010 |
| ---- | ---- | ---- | ---- | ---- | ---- |
| 138  | ↗419 | ↗553 | ↘217 | ↘186 | ↘144 |

По данным переписи 1926 года в деревне проживало 553 человека (261 мужчина и 292 женщины), в том числе: русские составляли 99 % населения.